# Il fidanzato della mia ragazza
Il fidanzato della mia ragazza (My Girlfriend's Boyfriend) è un film del 2010, diretto da Daryn Tufts ed interpretato da Alyssa Milano e Christopher Gorham.

## Trama
Jesse è una ragazza bella e intelligente che non ha ancora trovato l'uomo giusto e che come lavoro fa la cameriera. La fortuna sembra bussare alla sua porta quando si imbatte in Ethan, scrittore sull'orlo della disperazione a causa dell'ennesimo rifiuto di una casa editrice. Per Jesse l'incontro con Ethan è illuminante. I due giovani si innamorano, ma le complicazioni nel loro rapporto non tardano ad arrivare. Sembra inoltre che Jesse frequenti contemporaneamente un altro ragazzo, Troy, una versione più ricca e stravagante di Ethan. Alla fine però si scopre che in realtà la storia tra Jesse e Troy è la trama del romanzo scritto da Ethan e che "Troy" non è altro che il "finto" Ethan nel suo libro, Troy meets Girl.

## Produzione
Le riprese sono iniziate nel mese di giugno del 2009 al Salt Lake City, nello Utah. Il film è stato prodotto da Rick McFarland della Fifty Films e da Alyssa Milano, che riveste anche il ruolo di protagonista.